# Николс (Џорџија)
Николс (Џорџија) (енгл. Nicholls) град је у америчкој савезној држави Џорџија. По попису становништва из 2010. у њему је живело 2.798 становника.

## Демографија
Према попису становништва из 2010. у граду је живело 2.798 становника, што је 1.790 (177,6%) становника више него 2000. године.
| Група             | 2000.       | 2010.         |
| Белци             | 555 (55,1%) | 1.181 (42,2%) |
| Афроамериканци    | 439 (43,6%) | 1.513 (54,1%) |
| Азијати           | 1 (0,1%)    | 3 (0,1%)      |
| Хиспаноамериканци | 12 (1,2%)   | 82 (2,9%)     |
| Укупно            | 1.008       | 2.798         |